# Louis B. Mayer
Louis Burt Mayer (/ˈmeɪ.ər/ Sinh Lazar Meir; 12 tháng 7 năm 1884  - ngày 29 Tháng 10 năm 1957) là một nhà sản xuất phim người Mỹ và là người đồng sáng lập của hãng Metro-Goldwyn-Mayer studios (MGM) vào năm 1924. Dưới sự quản lý của Mayer, MGM trở thành hãng phim uy tín nhất của ngành công nghiệp điện ảnh, tích lũy sự tập trung lớn nhất của các nhà văn, đạo diễn và ngôi sao hàng đầu ở Hollywood.
Mayer sinh ra ở Đế quốc Nga và lớn lên nghèo khó ở Saint John, New Brunswick. Ông bỏ học năm 12 tuổi để hỗ trợ gia đình và sau đó chuyển đến Boston và mua một nhà hát vaudeville nhỏ ở Haverhill, Massachusetts được gọi là "Hộp tỏi" vì nó phục vụ cho những người nhập cư nghèo ở Ý. Ông đã cải tạo và mở rộng một số nhà hát khác trong khu vực Boston để phục vụ khán giả cao cấp hơn. Sau khi mở rộng và chuyển đến Los Angeles, ông hợp tác với nhà sản xuất phim Irving Thalberg, và họ đã phát triển hàng trăm bộ phim dựa trên câu chuyện chất lượng cao, được chú ý vì sự giải trí lành mạnh và tươi tốt của họ. Mayer xử lý công việc điều hành studio, như đặt ngân sách và phê duyệt sản phẩm mới, trong khi Thalberg, vẫn ở tuổi đôi mươi, giám sát tất cả các sản phẩm của MGM.
Trong thời gian quản lý lâu dài tại MGM, Mayer đã có được nhiều kẻ thù cũng như những người ngưỡng mộ. Một số ngôi sao đã không đánh giá cao những nỗ lực của ông nhằm kiểm soát cuộc sống riêng tư của họ, trong khi những người khác coi ông là một người cha cho những lời khuyên tốt. Ông tin vào giải trí lành mạnh và đã nỗ lực khám phá các diễn viên mới và phát triển họ thành những ngôi sao lớn.
Mayer đã buộc phải từ chức phó chủ tịch của MGM vào năm 1951, khi công ty mẹ của studio, Loew's, Inc., muốn cải thiện lợi nhuận đang bị giảm dần. Mayer là một người bảo thủ trung thành, đã có lúc là chủ tịch đảng Cộng hòa của California. Năm 1927, ông là một trong những người sáng lập AMPAS, nổi tiếng với Giải Oscar hàng năm.